# Берра, Йоги
Йоги Берра (настоящее имя Лоуренс Питер Берра, 12 мая 1925, Сент-Луис, Миссури — 22 сентября 2015, Монклер, Нью-Джерси) — американский бейсболист, игрок Главной лиги бейсбола, игравший на позициях кетчера и аутфилдера, впоследствии тренер и спортивный менеджер. На протяжении почти всей своей 19-летней профессиональной спортивной карьеры играл за клуб «Нью-Йорк Янкис».
Берра является одним из четырёх игроков в истории, получивших титул самого ценного игрока Американской лиги трижды, и был одним из семи тренеров, возглавлявших команды как Американской, так и Национальной лиги. В 1972 году он был избран в Национальный зал славы бейсбола. Считается одним из величайших игроков в истории бейсбола.
Берра получил прозвище Йоги ещё во времена, когда играл в бейсбол в любительской лиге, организованной Американским легионом. Это прозвище ему дал его друг и бейсболист Джек Мэгвайр за то, что Берра имел обыкновение во время игры сидеть в ожидании своей очереди, скрестив руки и ноги на манер индийского йога (термин йог переводится на английский как yogi).

## Биография
Во время Второй мировой войны Берра служил в ВМС США и участвовал в высадке в Нормандии.
После войны Берра играл за команду низшей лиги Newark Bears, аффилированную с Yankees, удивив менеджера команды своим талантом, несмотря на свой невысокий рост. Его наставником был член Зала славы Билл Дикки, чей номер взял Берра. Позже он сказал: «Всем, что я сделал в бейсболе, я обязан Биллу Дики».

## Награды и память
Во время Второй мировой войны Берра был награждён медалью «Пурпурное сердце», Знак отличия подразделения, двумя боевыми звёздами и лентой Европейского театра военных действий.
В 1972 году Берра был избран в Зал славы бейсбола. В том же году Yankees решили закрепить № 8 за Берра и Дикки, его предшественником в качестве звёздного кетчера команды.

22 августа 1988 года Берра и Дикки были удостоены мемориальных досок, которые были установлены в Монумент-парке, музее под открытым небом на «Янки-стэдиум».
В 1996 году Университет штата в Монклер присвоил Берра звание почётного доктора, а также назвал в его честь свой собственный стадион, открытый в 1998 году. Стадион также используется независимой бейсбольной командой низшей лиги New Jersey Jackals, которая также отдала дань уважения Берре, никогда никому не выдавая его номер на футболке 8.
В 1998 году Берра занял 40-е место в списке 100 величайших бейсболистов по версии журнала Sporting News, и по результатам голосования болельщиков он был избран в команду всех веков Главной лиги бейсбола. На Матче всех звезд 2008 года на «Янки-стэдиум» Берра имел честь быть последним из 49 присутствовавших членов Зала славы, о которых было объявлено, удостоившись самых громких аплодисментов.
18 июля 1999 года на старом «Янки-стэдиум» прошёл «День Йоги Берра». Дон Ларсен бросил церемониальную первую подачу Берре в честь идеальной игры Мировой серии 1956 года. Празднование ознаменовало возвращение Берры на стадион после окончания его 14-летней вражды с владельцем «Янкис» Джорджем Штейнбреннером. Вражда началась в 1985 году, когда Штейнбреннер, пообещав Берре работу менеджера «Янкис» на весь сезон, уволил его уже после 16 игр. После этого Берра поклялся никогда не возвращаться на стадион «Янки», пока команда принадлежит Штейнбреннеру. В тот день питчер «Янкис» Дэвид Коун провёл безупречную игру против «Монреаль Экспос», только в 16-й раз в истории Главной лиги.
В 2005 году Берра получил премию «Золотая пластина» Американской академии достижений. В 2008 году Берра был включён в Зал славы Нью-Джерси.
Берра был первым лауреатом Премии Боба Феллера за доблесть в 2013 году.
В 2021 г. почта США выпустила «Вечную» марку.

## Йогизмы
В Соединённых Штатах широко известны комментарии и остроты Берры — «йогизмы», часто имеющие форму очевидной тавтологии или парадоксального противоречия.
Примеры:
- Йоги Берра о том, почему он больше не ходит в ресторан Руджерис в Сент-Луисе: «Никто туда больше не ходит, — там слишком много народу.» («Nobody goes there anymore. It’s too crowded.»)
- «Это какое-то дежавю опять.» («It’s déjà vu all over again»)
- «Всегда ходите на похороны других, иначе они не придут на ваши.» («Always go to other people’s funerals, otherwise they won’t go to yours.»)
- «Можно увидеть многое лишь смотря.» («You can observe a lot by watching.»)
- «Будущее уже не то, что раньше.» («The future ain’t what it used to be.»)
- «Там рано становится поздно.» («It gets late early out there.»)